# Domnach Sechnaill
Domnach Sechnaill (łac. Dioecesis Sancti Secundini in Dominica, ang. Diocese of Dunshaughlin) – stolica historycznej diecezji w Irlandii, erygowanej w 439, a zlikwidowanej w roku 1111. Współcześnie miejscowość Dunshaughlin w prowincji Leinster. Obecnie katolickie biskupstwo tytularne.

## Biskupi tytularni
| Lp. | Biskup                | Funkcja                                     | Od                   | Do             |
| --- | --------------------- | ------------------------------------------- | -------------------- | -------------- |
| 1   | James Michael Liston  | emerytowany biskup Auckland (Nowa Zelandia) | 7 marca 1970         | 8 lipca 1976   |
| 2   | Edward Russell Gaines | biskup pomocniczy Auckland (Nowa Zelandia)  | 28 października 1976 | 6 marca 1980   |
| 3   | Luc Alfons De Hovre   | biskup pomocniczy Mechelen (Belgia)         | 15 lutego 1982       | 4 czerwca 2009 |
| 4   | Eugene Nugent         | nuncjusz apostolski                         | 13 lutego 2010       |                |